# 三品和広
三品 和広（みしな かずひろ、1959年 - ）は、日本の経営学者。学位は、ハーバード大学博士。神戸大学大学院経営学研究科教授。ニチレイ取締役・不二製油グループ本社取締役・日本ペイントホールディングス取締役等を歴任。ハーバード大学ビジネススクールプライズ賞・エコノミスト賞・組織学会高宮賞・日経BPBizTech図書賞受賞。

## 人物・経歴
愛知県出身。1982年一橋大学商学部卒業、1984年一橋大学大学院商学研究科修士課程修了、1989年ハーバード大学文理大学院ビジネスエコノミックス専攻博士課程修了、Ph.D.。
1989年ハーバード大学ハーバード・ビジネス・スクール助教授、1995年北陸先端科学技術大学院大学先端科学技術調査センター助教授、1997年北陸先端科学技術大学院大学知識科学研究科助教授、2002年神戸大学大学院経営学研究科助教授、2004年神戸大学大学院経営学研究科教授。
この間、2012年からニチレイ取締役、2013年から不二製油取締役、2015年から不二製油グループ本社取締役指名・報酬諮問委員会委員長、住友金属鉱山補欠監査役、2016年から日本ペイントホールディングス取締役、2019年からNTTデータアドバイザリーボードメンバー、2022年からフジテック取締役。
2023年にはフジテックの臨時株主総会で、筆頭株主のオアシス・マネジメントにより山添茂取締役会議長らとともに解任議案が提案されたが、否決され留任した。

## 受賞
1988年ハーバード大学ビジネススクールプライズ賞受賞。2005年、著書『戦略不全の論理』により、エコノミスト賞、組織学会高宮賞、日経BPBizTech図書賞受賞。

## 著書
- 『戦略不全の論理：慢性的な低収益の病からどう抜け出すか』東洋経済新報社、2004年
- 『経営は十年にして成らず』東洋経済新報社、2005年(編著)
- 『経営戦略を問いなおす』ちくま新書、2006年
- 『戦略不全の因果：1013社の明暗はどこで分かれたのか』東洋経済新報社、2007年
- 『戦略暴走』東洋経済新報社、2010年
- 『総合スーパーの興亡』東洋経済新報社、2011年（編著）
- 『どうする？日本企業』東洋経済新報社、2011年
- 『リ・インベンション』東洋経済新報社、2013年（編著）
- 『経営戦略の実戦1：高収益事業の創り方』東洋経済新報社、2015年
- 『高収益事業の創り方(経営戦略の実戦(1))』東洋経済新報社、2015年
- 『モノ造りでもインターネットでも勝てない日本が、再び世界を驚かせる方法―センサーネット構想』東洋経済新報社、2016年（共著）
- 『企業成長の仕込み方』東洋経済新報社 2022年